# المستعمرة (فلم)
المستعمرة (بالإنجليزية: The Colony) هو فيلم رعب خيال علمي تم إنتاجه في كندا وصدر سنة 2013، من بطولة كيفين زيغرس، لورنس فيشبورن وبيل باكستون. كلّف الفيلم 16 مليون دولار كندي.

## القصة
يتحدث الفلم حول كارثة بيئية أعادت العصر الجليدي، وأدت إلى انقراض البشر نتيجة الجوع والبرد والأمراض وظهور الزومبي، أما القلة الباقية فتتجمع في مستعمرات منفصلة تحت الأرض، محاولين البحث عن طوق للنجاة وطريقة للخروج.

## روابط خارجية
- مقالات تستعمل روابط فنية بلا صلة مع ويكي بيانات